# گل‌آذین‌چهرگان
گل‌آذین‌چهرگان (نام علمی: Atherinopsoidei) نام یک زیرراسته از راسته گل‌آذین‌ماهی‌سانان است.